# Dacryodes belemensis
Dacryodes belemensis är en tvåhjärtbladig växtart som beskrevs av José Cuatrecasas. Dacryodes belemensis ingår i släktet Dacryodes och familjen Burseraceae. Inga underarter finns listade i Catalogue of Life.